# MySims Agents
MySims Agents est un jeu vidéo de simulation de vie, développé par EA Redwood Shores sur Wii et par TOSE sur Nintendo DS, sorti à partir septembre 2009 successivement en Europe, en Amérique du Nord et en Australie. Il fait partie de la série MySims éditée par Electronic Arts.

## Intrigue
Dans la version DS, Ginny (la chef de police) a besoin d'aide car quelqu'un veut dérober le trésor secret de la ville.
Dans la version Wii, le personnage n'est pas encore officiellement un agent et il commence à se faire connaître en résolvant une affaire. La suite des événements n'est pas identique avec le scénario de la version DS fait hâtivement pour l'adaptation du jeu sur ce support. 

### Personnages (DS)
| Prénom         | Métier                      | Description |
| -------------- | --------------------------- | --- |
| (Nom au choix) | Assistant                   | Il est votre assistant et vous aidera tout au long de votre jeu. Son rêve est de devenir agent de première classe.                                                 |
| Gino           | Pizzaïlo                    | Il adore sa Pizzeria et il est italien. |
| Hopkins        | Maire                       | Le maire de la ville. Il fait appel au service du héros. Il a tendance à oublier des infos.                                                                        |
| Katie          | Couturière                  | Elle est japonaise et essaye de créer des vêtements modernes et japonais.                                                                                          |
| Martin         | Conducteur de taxi          | Il était pilote d'avion et parle bizarrement. |
| Abel           | Vendeur de meubles          | Il vend des meubles dans sa boutique qu'il ne quitte jamais. C'est le frère jumeau d'Ashley.                                                                       |
| Tim            | Marchand ambulant           | Il adore les sucreries. Il était ami avec le héros. |
| Tobor          | Directeur du parc animalier | C'est en fait un agent secret de la même agence que le héros. Il entraîne les animaux pour qu'ils résolvent des enquêtes !                                         |
| Violet         | Fleuriste                   | Elle adore les fleurs et aime les voir faner. Elle vit avec sa chatte noire Bruine.                                                                                |
| Chaz           | Sportif extrême             | Chaz adore les sports extrêmes. Il vous apprend à faire du kite-surf.                                                                                              |
| Lyndsay        | Archéologue                 | Elle adore les artefacts anciens. C'est elle qui vous aidera à découvrir la clé secrète du trésor.                                                                 |
| Ginny          | Officier de police          | Ginny est l'officier de police de la ville. Elle est toujours en colère et appelle les autres des criminels.                                                       |
| Ashley         | Décoratrice                 | Ashley adore les jolies choses. C'est elle qui vous offre un Processeur et un Extracteur pour vous aider à embellir la ville. C'est aussi la sœur jumelle de Abel. |
| DJ Candy       | DJ et vendeuse de bibelots  | Elle travaille en tant que vendeuse de bibelots du midi au soir. Pendant la nuit, elle est DJ dans une boîte de nuit.                                              |
| Michelle       | Présentatrice               | C'est une célébrité à la télé. Elle présente Télé-Achat le matin, et Quiz Télé le soir.                                                                            |
| Vincent        | Voleur                      | C'est l'ennemi principal du héros. Il est souvent appelé V", le voleur.                                                                                            |

## Système de jeu
La version Nintendo DS et la version Wii ont un scénario et un gameplay différents. La version Nintendo DS correspond à un jeu d'enquête aux multiples intrigues où le joueur doit gérer son village, sa maison et soi-même. Le joueur peut se déplacer au restaurant, à la discothèque ou encore à la plage. Pêcher, jouer aux mini-jeux, prendre des photos et aider ses amis sont les principales activités en dehors d'enquêter. La journée est répartie en quatre périodes (matin, midi, soir, nuit). Une fois le jeu fini, le joueur peut continuer à aider ses amis et modifier sa ville.
Dans la version Wii, MySims Agents reste un jeu d'enquête mais le gameplay se repose sur la télécommande Wii avec un système de gadgets.